# Wiesława Miemiec
Wiesława Maria Miemiec (ur. 1949) – polska prawnik specjalizująca się w prawie finansowym, profesor nauk prawnych. Kierownik Katedry Prawa Finansowego na Wydziale Prawa, Administracji i Ekonomii Uniwersytetu Wrocławskiego, prorektor ds. finansów i rozwoju Uniwersytetu Wrocławskiego. Autorka publikacji z zakresu prawa finansowego, ze szczególnym uwzględnieniem problematyki systemu finansowego jednostek samorządu terytorialnego, lokalnego prawa podatkowego, odpowiedzialności z tytułu naruszenia dyscypliny finansów publicznych i finansowania zamówień publicznych.

## Życiorys
Absolwentka Wydziału Prawa i Administracji Uniwersytetu Wrocławskiego (1971), doktor nauk prawnych (1982). W 2005 uzyskała stopień doktora habilitowanego nauk prawnych na podstawie rozprawy Prawne gwarancje samodzielności finansowej gminy w zakresie dochodów publicznoprawnych. W 2014 otrzymała stopień profesora nauk prawnych, a w 2016 stanowisko profesora zwyczajnego na Wydziale Prawa, Administracji i Ekonomii Uniwersytetu Wrocławskiego. Pełni rolę prorektora tej uczelni ds. finansów i rozwoju. Autorka opinii prawnych dla Biura Ekspertyz Prawnych Sejmu i Senatu RP oraz dla Trybunału Konstytucyjnego. Laureatka nagrody indywidualnej Ministra Nauki i Szkolnictwa Wyższego za pracę habilitacyjną.
Najważniejsze publikacje
Zagadnienia finansowoprawne zamówień publicznych w działalności jednostek samorządu terytorialnego, Prawnicza i Ekonomiczna Biblioteka Cyfrowa. Uniwersytet Wrocławski, Wrocław 2013, 278 s.
Prawne gwarancje samodzielności finansowej gminy w zakresie dochodów publicznoprawnych, Kolonia Limited, Wrocław 2005, 238 s.